# بالگردگاه مرکز تجارت جهانی (اورگن)
بالگردگاه مرکز تجارت جهانی (اورگن) (به انگلیسی: World Trade Center Heliport (Oregon)) یک فرودگاه خصوصی است. این فرودگاه در کشور ایالات متحده آمریکا قرار دارد و در ارتفاع ۹۰ متری از سطح دریا واقع شده است.